# Adeorbis
Genre
Adeorbis est un genre fossile de gastéropodes de la famille des Tornidae.

## Liste des espèces
Selon GBIF (15 juin 2021) :
- Adeorbis elegans (A.Adams, 1850)
- Adeorbis lucidus Cossmann, 1881
- Adeorbis naticoides Wood, 1879

Selon Paleobiology Database (15 juin 2021) :
- sous-genre Adeorbis (Asiolina)
- Adeorbis lucidus
- Adeorbis naticoides
- Adeorbis planorbularis
- Adeorbis woodfordi

Selon l'IRMNG (15 juin 2021) :
- Adeorbis elegans (A. Adams, 1850) †
- Adeorbis varius Hutton, 1873 †

- Adeorbis abjecta C.B. Adams, 1852 †, synonyme de Echinolittorina atrata (C.B. Adams, 1852)
- Adeorbis adamsii P. Fischer, 1857 †, synonyme de Cochliolepis adamsii (P. Fischer, 1857)
- Adeorbis antarcticus Thiele, 1912 †, synonyme de Tomthompsonia antarctica (Thiele, 1912)
- Adeorbis beauii P. Fischer, 1857 †, synonyme de Cyclostremiscus beauii (P. Fischer, 1857)
- Adeorbis bouryi Dautzenberg, 1912 †, synonyme de Macromphalina bouryi (Dautzenberg, 1912)
- Adeorbis infracarinatus Gabb, 1881 †, synonyme de Solariorbis infracarinatus (Gabb, 1881)
- Adeorbis nautiliformis Holmes, 1859 †, synonyme de Cochliolepis nautiliformis (Holmes, 1859)
- Adeorbis omalos de Folin, 1870 †, synonyme de Discopsis omalos (de Folin, 1870)
- Adeorbis orbignyi P. Fischer, 1857 †, synonyme de Circulus orbignyi (P. Fischer, 1857)
- Adeorbis plana (A. Adams, 1850) †, synonyme de Sigaretornus planus (A. Adams, 1850)
- Adeorbis seguenzianus Tryon, 1888 †, synonyme de Megalomphalus disciformis (Granata-Grillo, 1877)
- Adeorbis tricarinatus S.V. Wood, 1848 †, synonyme de Circulus striatus (Philippi, 1836)

## Systématique
Selon l'IRMNG (15 juin 2021) et le World Register of Marine Species (15 juin 2021), Adeorbis est synonyme de Tornus Turton & Kingston, 1830.